# Maca de Castro
Esperanza Macarena de Castro (Alcudia, 1981) es una chef española galardonada con una Estrella Michelin, una Estrella Michelin Verde y tres Soles en la Guía Repsol. Es presidenta de la organización internacional de cocineros Euro-Toques.

## Trayectoria profesional
Proviene de una familia dedicada a la hostelería. Aunque comenzó los estudios de Bellas Artes, los dejó y se formó en la Escuela de Hostelería de las Islas Baleares, realizando varias estancias con chefs de renombre como Hilario Arbelaitz, Andoni Luis Aduriz, Arzak o Wylie Dufresne o Julián Serrano.
Ella afirma que se decidió a entrar en el mundo de la cocina después de asistir a una ponencia de la cocinera catalana Carme Ruscalleda.
En 2012 su restaurante El Jardín, en el Puerto de Alcudia, fue galardonado con una Estrella Michelin. En 2019, ganó también los "tres soles", la máxima distinción de la Guía Repsol. Además ha iniciado restaurantes en Punta del Este (Uruguay) y en Düsseldorf, Alemania.
El verano de 2020 abrió un nuevo restaurante en Palma, Andana, situado dentro de la antigua estación de tren de la ciudad.
Con una oferta gastronómica consolidada, en 2023 incorpora en exclusiva la gestión de la possesió Son Veri para eventos en Mallorca.